# Andreas Weniger
Andreas Weniger (* 19. Januar 1958 in Coburg) ist ein ehemaliger deutscher Langstreckenläufer.

## Sportliche Erfolge
1981 siegte er bei den Deutschen Meisterschaften im 25-km-Straßenlauf. 1982 wurde er Dritter bei den Deutschen Marathon-Meisterschaften und gewann den Essener Marathon Rund um den Baldeneysee.
1983 wurde er Dritter beim München-Marathon. Im Jahr darauf wurde er Achter beim Houston-Marathon, Vierter bei den Deutschen Marathon-Meisterschaften und siegte bei der Nacht von Borgholzhausen mit der deutschen Bestzeit über 10 Meilen von 47:15 min. 1985 wurde er Vierter in Houston.
Bei den Crosslauf-Weltmeisterschaften kam er 1980 in Paris auf den 137. Platz und 1981 in Madrid auf den 159. Platz.
Insgesamt viermal gewann er den Silvesterlauf Gersthofen (1977, 1982, 1983, 1985).

## Werdegang
Andreas Weniger startete für den TSV 1860 München und die TG Viktoria Augsburg. Er ist Sportmediziner und betreibt eine Arztpraxis in Diedorf.

## Persönliche Bestzeiten
- 3000 m: 8:04,0 min, 29. Juli 1980, Fürth
- 5000 m: 13:58,4 min, 24. Juni 1979, Nijmegen
- 10.000 m: 29:16,0 min, 23. April 1981, Koblenz
- Marathon: 2:12:32 h, 5. Januar 1985, Houston
- 3000-Meter-Hindernislauf: 8:34,8 min, 25. August 1979, Dormagen